# 南相馬市
南相馬市（みなみそうまし）は、福島県浜通り北部に位置する市。相双地方で最多の人口を有する地方公共団体である。毎年5月下旬に開催される相馬野馬追で知られる街である。
東は太平洋に面しており、2011年の東日本大震災では津波および福島第一原子力発電所事故による影響を受け、復興に取り組んでいる。

## 概要
2006年（平成18年）1月1日、原町市と相馬郡小高町および鹿島町が合併して誕生した。旧市町の区域ごとに地域自治区となっており、各々「原町区」「小高区」「鹿島区」に移行して住所に名称をほぼ残している。
当初、小高町・鹿島町・原町市の合併協議は飯舘村を含めた旧・行方郡（なめがたぐん）で行われ、新市名には「行方市」も候補に挙がっていた。なお合併が実施された前年の9月2日に茨城県にあった行方郡（読みも同じ）の3町が合併し、行方市が誕生している。
福島県浜通り南端かつ最大の都市いわき市と宮城県仙台市との距離はそれぞれ約75kmで、両市のほぼ中間に位置する。地方紙『福島民報』『福島民友』の2紙ともに支社を置いている。
国の重要無形民俗文化財に指定されている相馬野馬追が行われる。南相馬市（旧原町市）はSF映画『戦国自衛隊』の撮影に使われ、相馬野馬追が劇中で使用された。市内の高校生がエキストラとして協力している。
北泉海岸はサーフィンが盛んなことでも知られており、夏になると世界大会が開催される。

震災からの復興の一環として、福島イノベーション・コースト構想により市内にロボットテストフィールドが設置されるなど、国内でも有数のロボット開発・検証環境が整っている。
1923年（大正12年）に起きた関東大震災を最初に世界に伝えた原町区の原町無線塔は、高さ約200mで、当時アジアで最も高い建築物だった。しかし、老朽化などから1982年（昭和57年）に解体され、現在は原町区に1/10スケールの記念塔である憶・原町無線塔がある。

## 地理

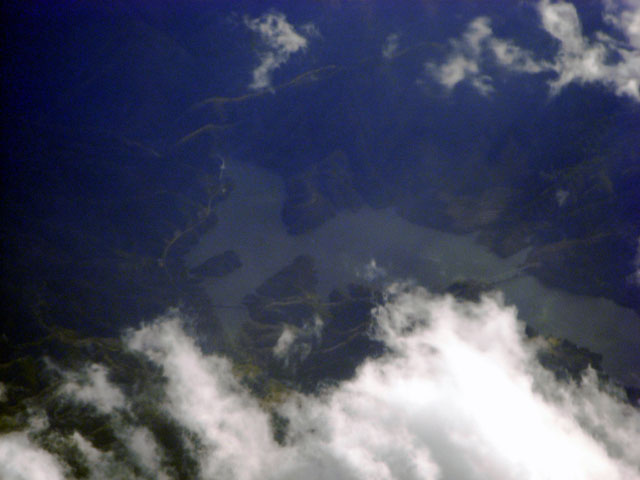
はやま湖（真野川上流）

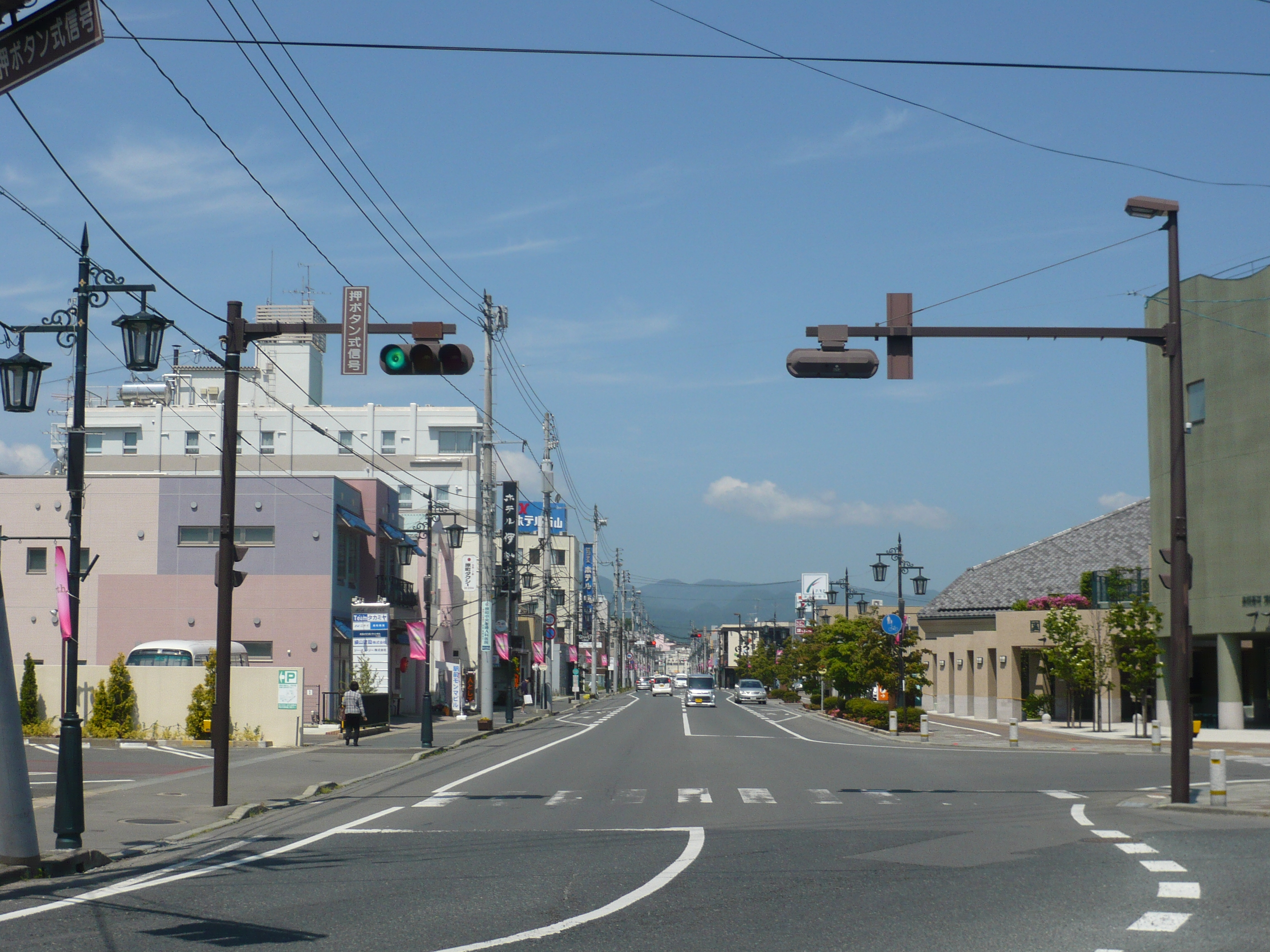
原ノ町駅前（2013年6月3日）

### 気候
暖流の影響により、夏は冷涼で冬は温暖な気候である。降雪量は東北地方としては少なめであるが、南岸低気圧が通過した際には大雪が降ることがある。山沿いにある原町区馬場や片倉地区、小高区川房、金谷地区などは積雪量が多くなる。
| 原町（1991年 - 2020年）の気候      | 原町（1991年 - 2020年）の気候 | 原町（1991年 - 2020年）の気候 | 原町（1991年 - 2020年）の気候 | 原町（1991年 - 2020年）の気候 | 原町（1991年 - 2020年）の気候 | 原町（1991年 - 2020年）の気候 | 原町（1991年 - 2020年）の気候 | 原町（1991年 - 2020年）の気候 | 原町（1991年 - 2020年）の気候 | 原町（1991年 - 2020年）の気候 | 原町（1991年 - 2020年）の気候 | 原町（1991年 - 2020年）の気候 | 原町（1991年 - 2020年）の気候 |
| 月                                 | 1月                           | 2月                           | 3月                           | 4月                           | 5月                           | 6月                           | 7月                           | 8月                           | 9月                           | 10月                          | 11月                          | 12月                          | 年                            |
| ---------------------------------- | ----------------------------- | ----------------------------- | ----------------------------- | ----------------------------- | ----------------------------- | ----------------------------- | ----------------------------- | ----------------------------- | ----------------------------- | ----------------------------- | ----------------------------- | ----------------------------- | ----------------------------- |
| 降水量 mm （inch）                 | 47.1 (1.854)                  | 36.7 (1.445)                  | 82.7 (3.256)                  | 104.5 (4.114)                 | 111.6 (4.394)                 | 135.7 (5.343)                 | 184.0 (7.244)                 | 155.4 (6.118)                 | 221.8 (8.732)                 | 206.2 (8.118)                 | 65.1 (2.563)                  | 37.2 (1.465)                  | 1,387.9 (54.642)              |
| 平均降水日数 （≥1.0 mm）           | 4.4                           | 4.7                           | 8.0                           | 8.6                           | 9.5                           | 11.8                          | 13.7                          | 11.3                          | 12.1                          | 9.2                           | 5.9                           | 4.5                           | 103.5                         |
| 出典1：Japan Meteorological Agency |                               |                               |                               |                               |                               |                               |                               |                               |                               |                               |                               |                               |                               |
| 出典2：気象庁                      |                               |                               |                               |                               |                               |                               |                               |                               |                               |                               |                               |                               |                               |

### 自然
東は太平洋に面し、西は阿武隈高地に接する。
主要な地形
- 山地：八森山、八丈石山、国見山
- 河川系：新田川、真野川、小高川、宮田川、太田川、水無川、はやま湖、高の倉ダム、横川ダム

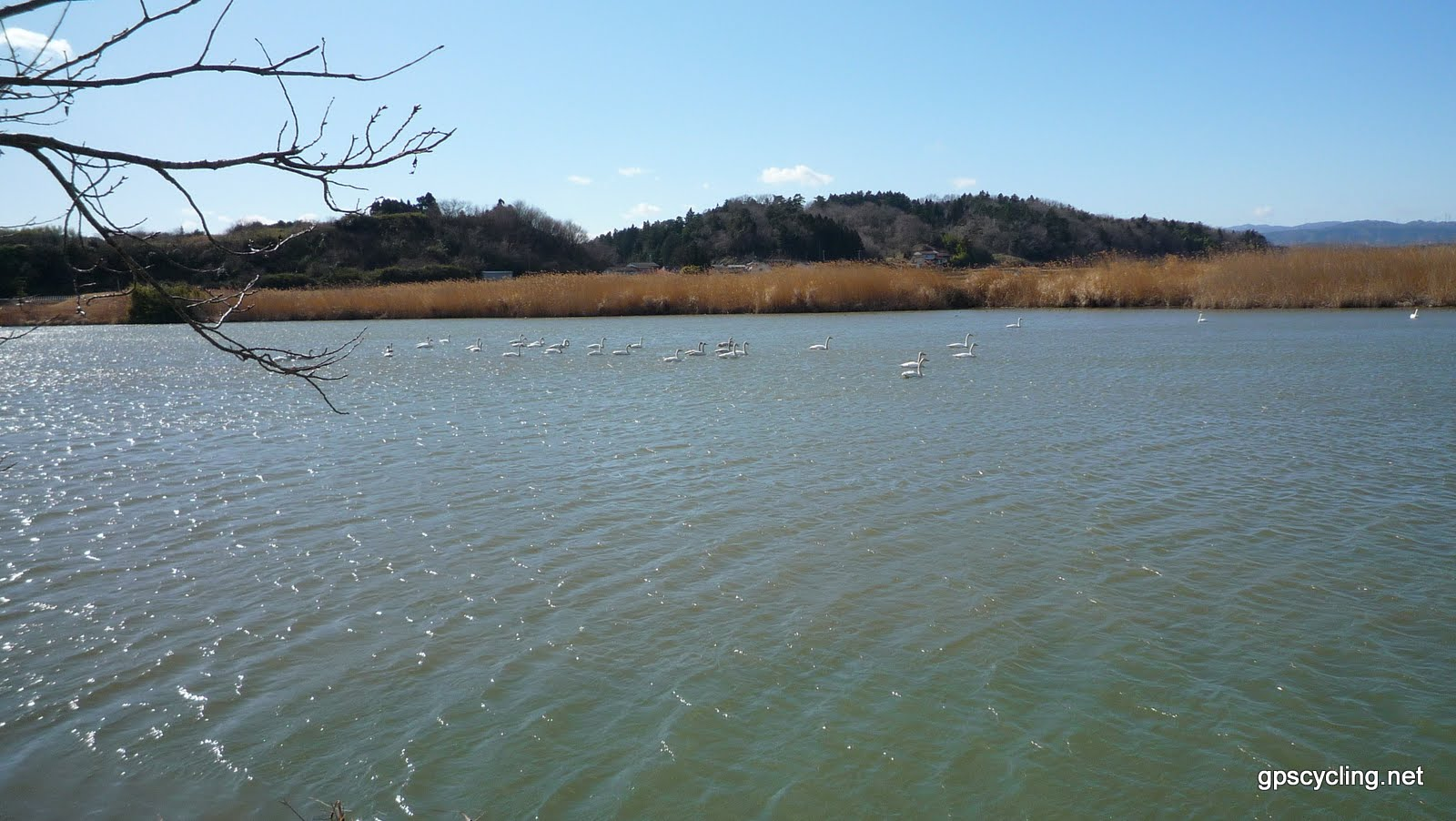
小高川河口の前河浦

- 近海・沿岸地形：北泉海岸

### 広域地域区分
福島県内の地勢的かつ歴史的な地方区分である、浜通り、中通り、会津のうち、浜通り地方に属し、その北東部に位置する。
福島県内の地方区分の一つである、相双（そうそう）、いわき、県北、県中、県南、会津、南会津のうち、相双地方に属する。

### 隣接している自治体
- 相馬市：北部で隣接。
- 相馬郡飯舘村：西部で隣接。
- 双葉郡浪江町：南西部から南部にかけて幅広く隣接。

### 市内の地域
旧・市町の区域で3つの地域自治区が設置され、一部を除いて住所表示は市名に続けて区の名称を付ける。
- 旧・相馬郡小高町→ 南相馬市小高区
- 旧・相馬郡鹿島町→ 南相馬市鹿島区
- 旧・原町市→ 南相馬市原町区
- 例 ：原町市本町二丁目27番地→ 南相馬市原町区本町二丁目27番地

小高区と鹿島区にそれぞれ区役所を設置している。
- 旧・小高町役場→ 小高区役所
- 旧・鹿島町役場→ 鹿島区役所
- 旧・原町市役所→ 南相馬市役所（本庁）

## 歴史

### 近世以前
- 縄文時代前期中葉から中期末（約5500 - 約4000年前）：浦尻貝塚の形成期。
- 古墳時代前期：現在の南相馬市原町区内にあたる地域に桜井古墳群が築造される。
- 伝・大同元年（806年）：陸奥国行方郡にある文殊ヶ嶽の山頂に高倉文殊堂が建立される（のち、麓の高倉村（現・原町区高倉）に移される）[10]。
- 嘉暦元年（1326年）：千葉一族の相馬重胤らが陸奥国行方郡に下向。小高城（在・小高区小高）を築いて居城とし、勢力を拡大。陸奥相馬氏の祖となる。
- 建武3年（1336年）：北畠顕家率いる南朝勢に攻められ、北朝方の陸奥相馬氏は大敗。一族の多くが討ち死にするなか、小高城も落城する。
- 建武4年（1337年）：帰国した相馬親胤が北畠顕家を破って自領を旧に復し、小高城も奪還する。
- 天正17年6月5日（1589年7月17日）：伊達政宗が摺上原の戦いで蘆名義広に大勝し、南奥州に覇を唱える。陸奥相馬氏本領はこれにより、伊達氏と直接対峙することとなる。
- 慶長2年5月（1597年6月）：相馬義胤が、280年間陸奥相馬氏の居城であった小高城を離れ、北に位置する牛越城[11]（在・原町区牛越）を修築して入城する。
- 慶長6年（1601年）：徳川家康の命を受けた伊達政宗が上杉領（上杉景勝）へ侵攻する際、相馬勢は伊達勢と連携する（これが所領安堵につながったとされる）。
- 慶長7年10月（1602年11月）：相馬利胤が本多正信や伊達政宗の取り成しを介して徳川家康から陸奥相馬氏の本領安堵を勝ち取り、これをもって相馬藩（相馬中村藩、中村藩）が成立する。
- 慶長16年12月（1611年12月）：相馬利胤が中村城（相馬中村城。在・相馬市中村）を修築して当主居城（藩庁）とし、小高城を廃城とする。
- 承応元年（1652年）- 延宝元年（1673年）：相馬忠胤治世下のこの頃、忠胤によって年中行事「相馬野馬追」に講武的色彩が加えられ、現在まで続く形式が確立される。
- 天明2年（1782年）- 8年（1788年）：陸奥国全土を中心に天明の大飢饉が起こり、中村藩（相馬藩）も被害甚大。多くの領民が餓死あるいは逃散した。
- 文化10年（1813年）- 弘化2年（1845年） : 中村藩が移民導入政策をとり、越中国礪波郡を中心とする北陸地方などから1万人前後が入植。水田と畑地を合わせて3万石余りの土地が開発された[12]。

### 近代以降
- 明治元年12月7日（1869年1月19日）：陸奥国が4分立し、当市域は磐城国に属することとなる。
- 明治4年7月14日（1871年8月29日）：廃藩置県によって中村藩（相馬藩）が消滅し、磐城国に中村県が成立（当市域が所属）。cf. 府藩県三治制#廃藩置県当日に存在した藩。
  - 同年11月（1871年12月）：磐城国のほぼ全域が磐前県（いわさきけん）に統合される（当市域が所属）。
- 1872年（明治5年）：野馬原の野馬が全て狩り獲られてしまい、相馬野馬追が実施不可能となる。
- 1876年（明治9年）8月21日：第2次府県統合により、福島県（旧・二本松県）、若松県、磐前県が合併して、新生の福島県が成立（当市域が所属）。
- 1878年（明治11年）7月1日：相馬太田神社（在・原町区）などが相馬野馬追の再興に尽力し、内務省から開催の認可を得る。
- 1898年（明治31年）4月3日：原町（原町市本町（もとまち）の前身。現・南相馬市原町区本町。cf. [13]）で日本鉄道磐城線（JR常磐線の前身路線）原ノ町駅が、鹿島村（現・鹿島区）で同じく鹿島駅が開業。
- 1898年（明治31年）5月11日：小高町（現・小高区）で日本鉄道磐城線（現・JR常磐線）小高駅が、原町（現・原町区）で同じく磐城太田駅（開業時駅名：高駅）が開業。
- 1921年（大正10年）7月：原町（現・原町区）に原町無線塔が完成し、磐城無線電信局原町送信所が設置される。
- 1923年（大正12年）9月1日：磐城無線電信局原町送信所が関東大震災の第一報を無線通信によって世界中に打電。
- 1929年（昭和4年）2月25日：鹿島町で大規模な山火事が発生し、16.9キロ平方メートルの山林が焼失[14]。
- 1930年（昭和5年）7月8日：小高町（現・小高区）にある大悲山の石仏が国の史跡に指定される。
- 1931年（昭和6年） ： 南相馬市立総合病院の前身、原町実費診療所開業。
- 1937年（昭和12年）：原町（現・原町区本町）の事業として、新田川水系野手上川流域にある???村風兼（現・相馬郡飯舘村風兼）で、風兼ダム（cf. 飯舘村#河川。型式：アースダム）が竣工。
- 1947年（昭和22年）8月6日：東北巡幸（昭和天皇の戦後巡幸）に向かう昭和天皇のお召し列車が原ノ町駅に停車。駅前奉迎が行われる[15]。
- 1948年（昭和23年）8月10日：小高町（現・小高区）で日本鉄道磐城線（現・JR常磐線）桃内駅が開業。
- 1955年（昭和30年）：原町市（現・原町区）にある桜井古墳が、大塚初重率いる明治大学考古学研究室によって調査された結果、当時の知見で「日本列島で最も北に所在する、東北地方最大規模の前方後方墳である」とされた。
- 1956年（昭和31年）11月7日：桜井古墳が国の史跡に指定される。
- 1958年（昭和33年）：建設途中の東京タワー（同年10月14日竣工）が、原町無線塔の高さを上回る。
- 1960年代末（昭和40年代前半）：相馬郡小高町と双葉郡浪江町に跨る地域に、東北電力が原子力発電所の誘致を持ちかける。当時東北電力は女川原子力発電所の建設計画も進めており、宮城県女川町へ原発と付随する交付金や雇用などを取られてしまうという対抗心もあって小高町議会（当時）と浪江町議会は賛成したが、世に公害意識が芽生え始めた時期でもあり、長らく反対運動が続くことになる。1982年の雑誌対談で示された概要図では原子炉は4基となっていた[16]（のちの浪江・小高原子力発電所計画）。
- 1982年（昭和57年）3月：老朽化のため、原町無線塔が解体される。
- 1982年（昭和57年）10月：解体された原町無線塔のミニチュア記念塔である憶・原町無線塔が完成。
- 1983年（昭和58年）：範囲確認調査の結果、桜井古墳に、古墳の周囲に掘られた堀（周濠）が確認される。
- 1988年（昭和63年）6月13日：桜井古墳の、周濠を含む地域の遺構が、国の史跡に指定（追加指定）される。
- 1994年（平成6年）：原町市が「桜井古墳保全整備事業」に着手。
- 1997年（平成9年）：原町市および鹿島町（現・原町区および鹿島区）で原町火力発電所が運転開始。
- 1998年（平成10年）4月17日：常磐自動車道の南相馬インターチェンジ、着工。
- 2003年（平成15年）5月18日：原町市が桜井古墳を史跡公園（福島県初の本格的史跡公園）として整備し、開園する。
- 2004年（平成16年）：北泉海岸でサーフィンのアマチュア全国大会開催。
- 2005年（平成17年）：北泉海岸でサーフィンの東日本プロ大会開催。
- 2006年（平成18年）10月4〜8日：北泉海岸で世界プロサーフィン連盟公認の「ワールド・クオリファイ・シリーズ」が開催される。
- 2006年（平成18年）：小高区の浦尻貝塚が国の史跡に指定される。
- 2007年（平成19年）10月4日：磐城無線電信局原町送信所跡地に道の駅南相馬が開業。
- 2009年（平成21年）：原町無線塔跡地に花時計（無線塔跡花時計）が設置される。
- 2011年（平成23年）3月11日：東日本大震災が発生し、南相馬市も被害甚大（※節を改めて詳述）。
- 2012年（平成24年）4月8日：常磐自動車道 南相馬IC - 相馬IC間開通。
- 2014年（平成26年）12月6日：常磐自動車道 浪江IC - 南相馬IC間開通。
- 2018年（平成30年）
  - 3月18日：福島県道12号原町川俣線 八木沢トンネル開通。
  - 6月10日：原町区雫地区で第69回全国植樹祭が開催される。
- 2021年（令和3年）4月24日：東日本大震災について伝承するメモリアルパークが完成[2]。
- 2024年（令和6年）1月12日：東北大学と創造的復興などについての包括連携協定を締結[17]。

### 行政区域の変遷（市町村制施行以後）
- 1889年（明治22年）4月1日：町村制施行により、行方郡鹿島村、真野村、八沢村、上真野村、原町村、太田村、高平村、大甕村、石神村、小高村、福浦村、金房村の12村が成立。
- 1896年（明治29年）：行方郡が宇多郡と合併し、相馬郡となる。
- 1897年（明治30年）：町制が施行され、原町村が原町となる。
- 1898年（明治31年）1月19日：小高村が町制施行し、小高町となる。
  - 12月1日：町制施行により、鹿島村が鹿島町になる。
- 1954年（昭和29年）3月20日：原町、太田村、大甕村、高平村の1町3村が合併の上、市制を施行し、原町市となる[18]。
  - 3月31日：小高町、福浦村、金房村の1町2村が合併し、小高町となる[19]。鹿島町、真野村、八沢村、上真野村が合併し、鹿島町となる[20]。
- 1956年（昭和31年）9月30日：相馬郡より、石神村を編入する[21]。
- 2006年（平成18年）1月1日：原町市および相馬郡小高町、鹿島町が合併し、南相馬市が誕生[22]。地域自治区となった旧市町は、それぞれ、原町区、小高区、鹿島区となる。

### 東日本大震災関連

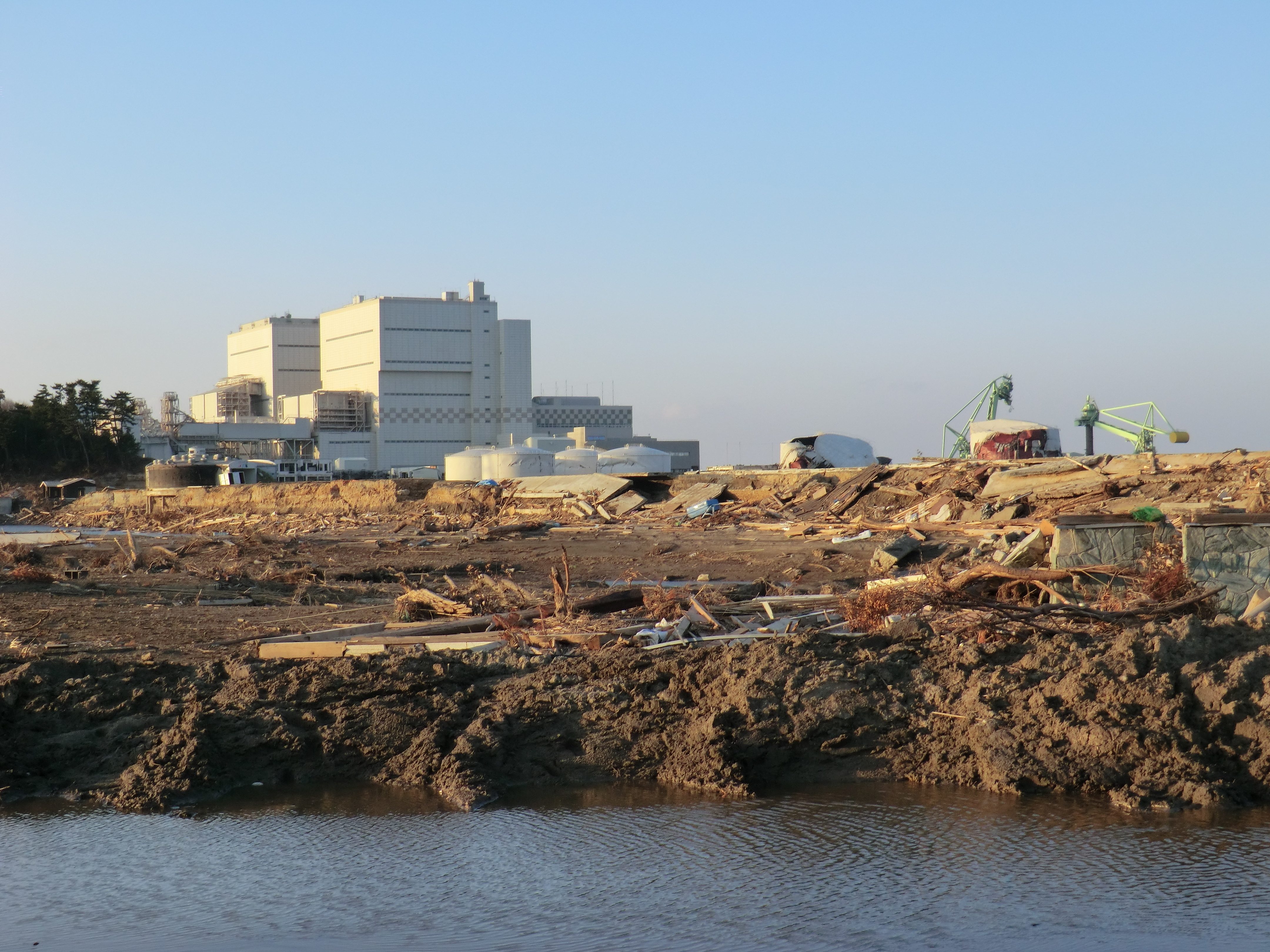
津波に襲われた原町火力発電所。一部の燃料タンクが流失している（2011年4月16日撮影）。

2011年（平成23年）3月11日14時46分18秒、マグニチュード9.0の東北地方太平洋沖地震が発生し、南相馬市は小高区と鹿島区、さらには原町区高見町で震度6弱、原町区本町と原町区三島町で震度5弱を観測した。
さらにこの地殻変動が引き起こした津波が海岸線から約2km付近までの地域を呑み込み、壊滅させた。
小高区塚原字沼在住の自然環境調査員の目撃証言によれば、特に津波の第3波は大きく、海岸線に設けられた高さ十数メートルの防潮林を越えたという
（なお、ごく一部の例外として屋敷林が住家［屋敷、母屋］を守った）。
原町火力発電所も津波の直撃を受け、死者1人、火災の発生（14日に発生）、機器損壊、8万トン級の石炭船の沈没など、多大な被害を受けた。

- 3月26日：市長の桜井勝延が、動画投稿サイトYouTubeを公式情報の発信源として活用し、生活物資が足りない被災地の窮状を「兵糧攻め状態だ」と、英語字幕付きで世界に訴えた（撮影日時：3月24日21時）[33]。福島第一原子力発電所事故（東京電力）の放射能漏れによって屋内退避区域に指定された同市には、食料・燃料などの救援物資が満足に届かず（cf. 福島第一原子力発電所事故）、政府や東京電力からの連絡・情報も不足しているとのことであり、この動画は世界からの反響を得た（4月21日時点で再生回数35万回を超えた）[34]。
- 3月29日：この時点で南相馬市は、死者301人、行方不明者約1,180人、破壊された世帯約1,800[35]。
- 4月7日：桜井がYouTubeで市民向けに情報発信[36][37]。
- 4月9日：この時点で、死者403人、行方不明者1,071人、避難者279人[38]。
- 4月16日：臨時災害放送局が開局する。（2018年3月25日放送終了）
- 4月21日：アメリカのニュース雑誌『タイム』が、2011年版「タイム100（世界で最も影響力のある100人）」の一人に、先の福島第一原子力発電所事故への日本政府の対応を動画投稿サイト上で批判し、世界に広く支援を訴えた桜井を挙げた（日本人としては他に、宮城県南三陸町で患者の避難や治療に滅私の姿勢で尽力した内科医の菅野武を挙げている）[39][40][34]。
- 5月1- 2日：伝統行事「相馬野馬追」のために飼育されている馬28頭を、福島第一原発より20km圏（警戒区域）内から避難させる（特例措置であり、警戒区域内の家畜の移動は本来は許可されない）[41]。
- 6月1日：警戒区域内（福島第一原発より20km圏内）で、避難住民所有の自動車の各自持ち出しが、「全行程2時間以内」との制限つきで許可され、対象9市町村の第1弾として南相馬市民38人と川内村民21人が、放射線防護服を着用して地域に入る[42]。
- 7月20日：被災者向けの情報提供を主眼とした地上デジタルテレビ放送の実験試験局「南相馬チャンネル」が開局。

2012年（平成24年）
- 2月10日 復興庁が設置される。当市に福島復興局南相馬支所開設。
- 10月30日 市内の仮設住宅と旧警戒区域を結ぶジャンボタクシーが運行開始[43]。

2013年（平成25年）
- 2月21日 南相馬チャンネルが地上一般放送局に移行した。

2016年（平成28年）
- 7月12日 避難指示解除準備区域及び居住制限区域を解除[44]。避難指示を解除（帰還困難区域は残るが、該当世帯なし）。東日本大震災後に運転を見合わせていたJR常磐線原ノ町 - 小高駅間の列車運行も5年4か月ぶりに再開された[45]。

## 行政

### 歴代市長
| 歴代    | 氏名     | 就任年月日                | 退任年月日                | 備考         |
| ------- | -------- | ------------------------- | ------------------------- | ------------ |
| 初代    | 渡辺一成 | 2006年（平成18年）1月30日 | 2010年（平成22年）1月28日 | 旧・原町市長 |
| 2代-3代 | 桜井勝延 | 2010年（平成22年）1月29日 | 2018年（平成30年）1月28日 |              |
| 4代     | 門馬和夫 | 2018年（平成30年）1月29日 | （現職）                  |              |

- 市長職務執行者：中野一徳（2006年1月1日 - 2006年1月29日 、旧・鹿島町長）

### 警察
- 南相馬警察署

## 議会

### 市議会
- 定数：22人
- 任期：2018年12月1日 - 2022年11月30日[46]
- 議長：今村裕（友和会）
- 副議長：山田雅彦（尚友会）

| 会派名           | 議席数 | 議員名（◎は代表者）                                     |
| ---------------- | ------ | ------------------------------------------------------- |
| 友和会           | 6      | ◎中川庄一、菊地洋一、大場裕朗、田中一正、細田廣、今村裕 |
| 改革クラブ       | 5      | ◎渡部一夫、小川尚一、竹野光雄、鈴木貞正、田中京子       |
| 尚友会           | 5      | ◎太田淳一、平田武、高橋真、大岩常男、山田雅彦           |
| 志政会           | 2      | ◎鈴木昌一、岡﨑義典                                     |
| 日本共産党議員団 | 2      | ◎渡部寬一、栗村文夫                                     |
| 無会派           | 2      | 大山弘一、志賀稔宗                                      |
| 計               | 22     |                                                         |

### 福島県議会
- 定数：2名
- 任期：2019年（令和元年）11月20日 - 2023年（令和5年）11月19日
- 選挙区：南相馬市・相馬郡飯舘村選挙区

| 氏名     | 会派名     | 当選回数 |
| -------- | ---------- | -------- |
| 太田光秋 | 自由民主党 | 6        |
| 髙野光二 | 県民連合   | 3        |

※2019年11月20日現在。

## 郵便

### 日本郵便（一般信書便事業者）
集配局
- 原町郵便局（集配局）
- 小高郵便局（集配局）
- 鹿島郵便局（集配局）
- 上真野郵便局（集配局）

集配局以外の郵便局
- 磐城太田郵便局
- 蛯沢郵便局
- 信田沢郵便局
- 原ノ町駅前郵便局
- 原町南町郵便局
- 原町本町郵便局
- 原町桜井町郵便局
- 真野郵便局
- 高平簡易郵便局
- 大原簡易郵便局
- 北海老簡易郵便局
- 小池簡易郵便局
- 栃窪簡易郵便局
- 飯崎簡易郵便局

## 預金取扱金融機関
原町区
- 七十七銀行原町支店
- 東邦銀行原町支店
- 常陽銀行原町支店
- 福島銀行原町支店
- 大東銀行原町支店
- あぶくま信用金庫本店営業部・東支店
- 相双五城信用組合原町支店
- 東北労働金庫原町支店

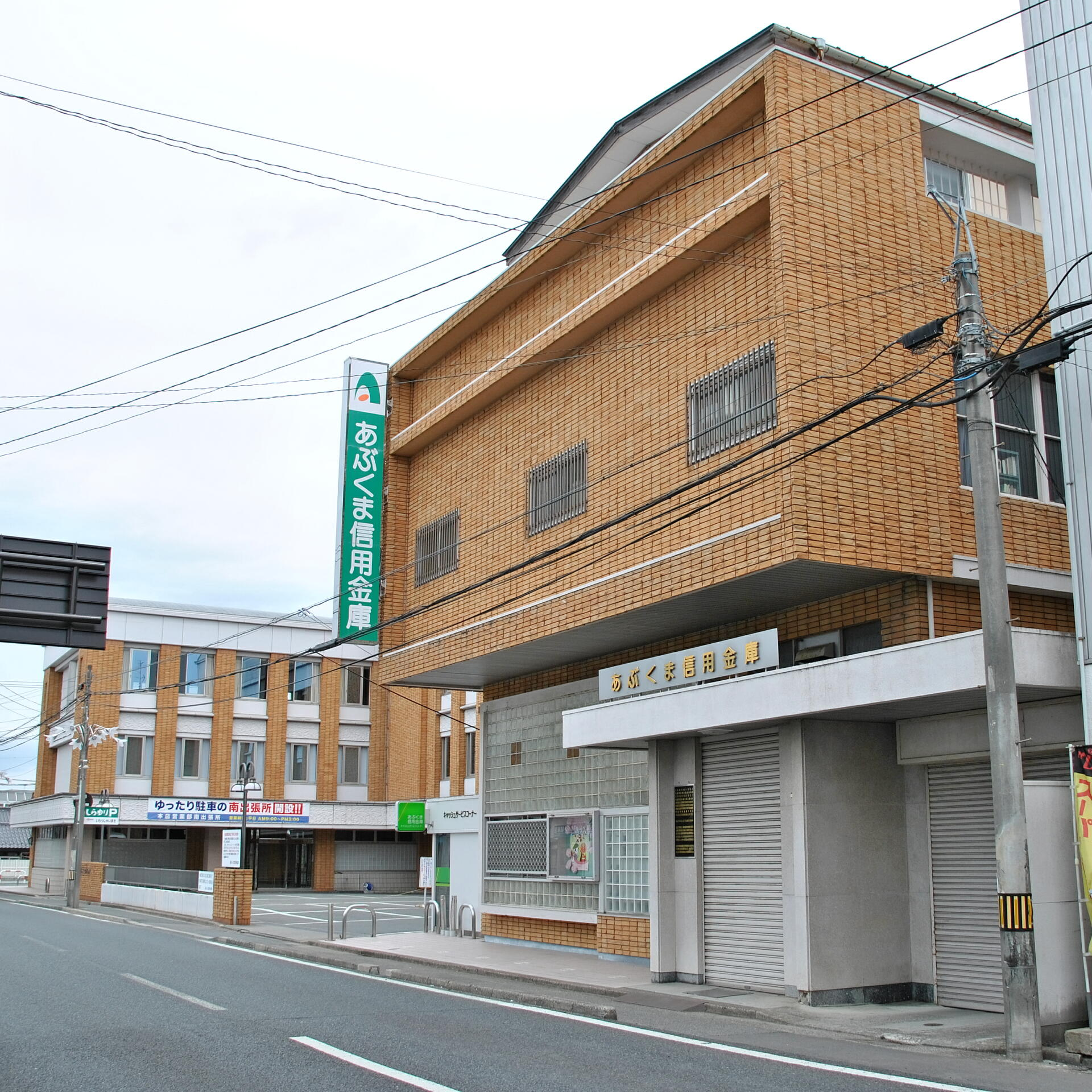
あぶくま信用金庫本店

- ふくしま未来農業協同組合原町総合・原町西支店

鹿島区
- 大東銀行鹿島支店
- 相双五城信用組合鹿島支店
- ふくしま未来農業協同組合鹿島総合・上真野支店

小高区
- 東邦銀行小高支店（福島第一原発事故の影響により休止後に再開）
- あぶくま信用金庫小高支店
- ふくしま未来農業協同組合小高総合・福浦支店

## 医療施設
- 南相馬市立総合病院
- 小高診療所[47]

## 文化施設

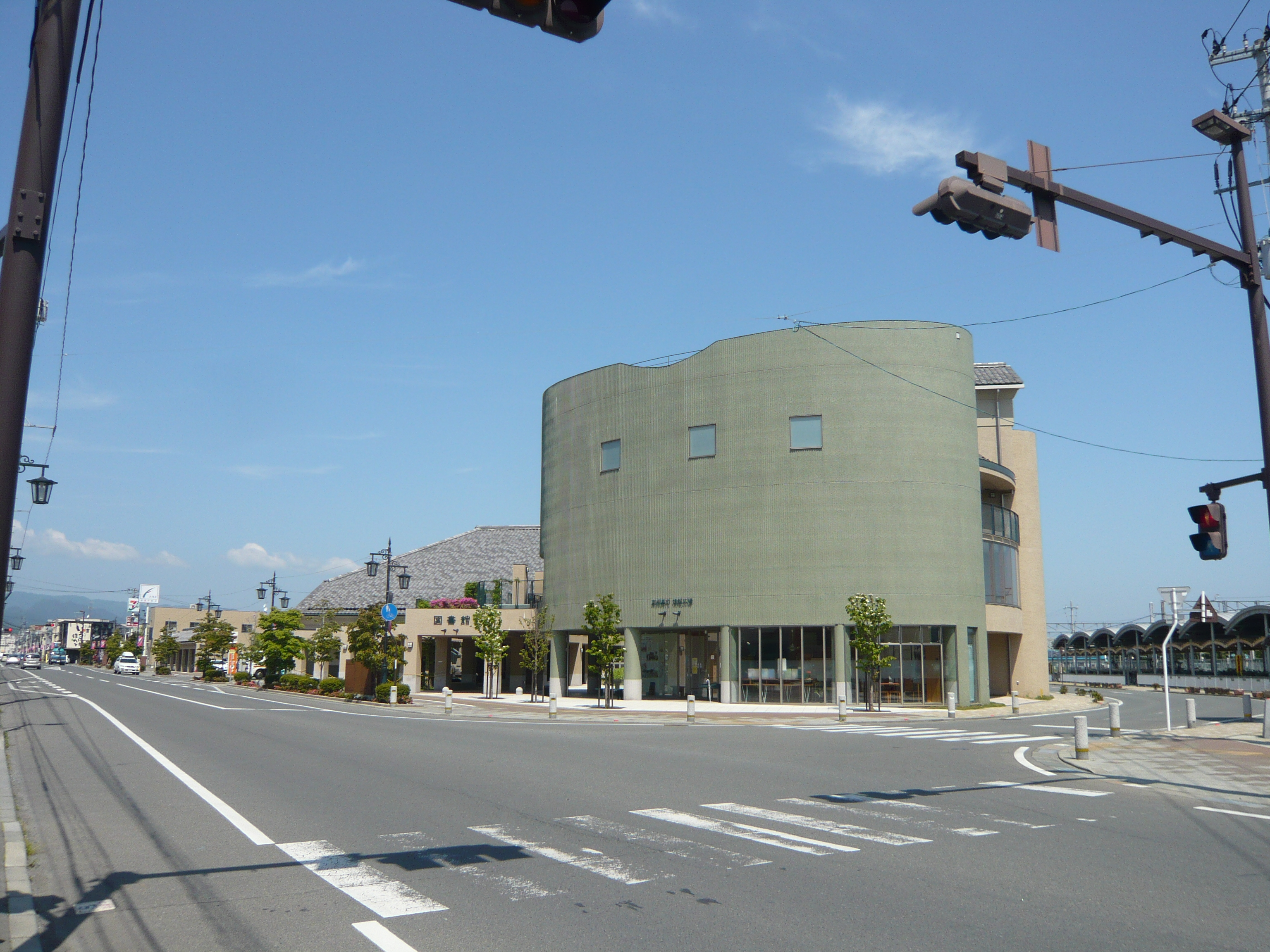
南相馬市立中央図書館（2013年6月3日）

- 南相馬市立中央図書館[48]
- 南相馬市立鹿島図書館
- 南相馬市立小高図書館
- 南相馬市博物館
- 南相馬市民文化会館（ゆめはっと）
- La MaMa ODAKA[注釈 1]

## 複合商業施設

南相馬ジャスモール

- 南相馬ジャスモール
- VIAフレスコ
- ヨークタウン原町

## 新規分野開発拠点

### エネルギー産業
- 南相馬新エネルギー開発研究センター
- 南相馬ソーラー・アグリパーク[49]

### ロボット産業
- 福島ロボットテストフィールド[50]
- 南相馬市産業創造センター[51]
- 南相馬ロボット産業協議会[52]

### ベンチャー拠点
- 小高パイオニアヴィレッジ
- NARU(コワーキングスペース[53])

## マスメディア

### 新聞・通信社
- 福島民報社南相馬支社

### 放送
- NHK福島放送局南相馬支局
- みなみそうまチャンネル
- 原町テレビ・FM中継局
- 原町ラジオ中継局

- 南相馬ひばりエフエム　2018年3月25日終了[54]

## スポーツ

### サーフィン
原町区の北泉海岸は、海岸を埋め立てて造った原町火力発電所の南側に続く砂浜海岸である。発電所の防波堤の反射波と直達波が合成されて大きな波が発生することから、サーフスポットとしても知られている。サーフィンの大会は、2004年（平成16年）にアマチュア全国大会、2005年（平成17年）に東日本のプロ大会、2006年（平成18年）10月4- 8日には、世界プロサーフィン連盟が公認する「ワールド・クオリファイ・シリーズ(WQS)」(2 star) が開催された。cf. サーフィン#主な大会。

### 馬術競技
相馬野馬追のためだけに飼育されている馬が200頭弱、それ以外にも多くの馬が市内で飼育されており、一地域における飼育数では世界有数の頭数となる。相馬野馬追の直前などは馬事練習も個々人で行われているため、朝方などに馬と騎手が一般道を歩く光景は珍しくない。相馬農業高校には馬術部が存在しており、日本代表候補などをこれまで何度も輩出している名門馬術部である。市内には名引退馬の飼育を行う家庭も多くあり、競馬ファンのあいでも広く知られている。

#### 関連施設
- 南相馬市馬事公苑

## 地域

### 市勢
- 面積：398.50km2
- 人口：58,184人
  - 男性：30,665人
  - 女性：27,519人
- 世帯数：26,483世帯
- 人口密度：146.00人/km2

2021年（令和3年）12月1日時点。

### 人口
| |                                          |  |
| 南相馬市と全国の年齢別人口分布（2005年） | 南相馬市の年齢・男女別人口分布（2005年） |  |
| ■紫色 ― 南相馬市 ■緑色 ― 日本全国 | ■青色 ― 男性 ■赤色 ― 女性                |  |
| 南相馬市（に相当する地域）の人口の推移 \| 1970年（昭和45年） \| 69,105人 \| \| \| 1975年（昭和50年） \| 71,402人 \| \| \| 1980年（昭和55年） \| 74,296人 \| \| \| 1985年（昭和60年） \| 77,139人 \| \| \| 1990年（平成2年） \| 77,253人 \| \| \| 1995年（平成7年） \| 77,860人 \| \| \| 2000年（平成12年） \| 75,246人 \| \| \| 2005年（平成17年） \| 72,837人 \| \| \| 2010年（平成22年） \| 70,878人 \| \| \| 2015年（平成27年） \| 57,797人 \| \| \| 2020年（令和2年） \| 59,005人 \| \| |                                          |  |
| 総務省統計局 国勢調査より |                                          |  |
| 1970年（昭和45年） | 69,105人                                 |  |
| 1975年（昭和50年） | 71,402人                                 |  |
| 1980年（昭和55年） | 74,296人                                 |  |
| 1985年（昭和60年） | 77,139人                                 |  |
| 1990年（平成2年） | 77,253人                                 |  |
| 1995年（平成7年） | 77,860人                                 |  |
| 2000年（平成12年） | 75,246人                                 |  |
| 2005年（平成17年） | 72,837人                                 |  |
| 2010年（平成22年） | 70,878人                                 |  |
| 2015年（平成27年） | 57,797人                                 |  |
| 2020年（令和2年） | 59,005人                                 |  |

## 姉妹都市・提携都市

### 日本国内
提携都市
- 知多市（愛知県）
2013年(平成25年)7月29日 災害時応援協定締結
- 青梅市（東京都）
2013年(平成25年) 災害時相互応援協定締結
⚫︎ 自治体間の災害時相互援助協定
- 南砺市

| 平成23年8月11日 | 富山県 南砺市 | 南砺市・南相馬市災害時相互応援協定 | 物資の提供、 |

### 海外
姉妹都市
- アメリカ合衆国 オレゴン州 ペンドルトン市（2006年7月締結 - 平成10年に原町市と提携した姉妹都市の継続）[55]

## 教育

### 高等学校
- 福島県立原町高等学校
- 福島県立相馬農業高等学校
- 福島県立小高産業技術高等学校

### 中学校
- 南相馬市立原町第一中学校
- 南相馬市立原町第二中学校
- 南相馬市立原町第三中学校
- 南相馬市立石神中学校
- 南相馬市立鹿島中学校
- 南相馬市立小高中学校

### 小学校
- 南相馬市立原町第一小学校
- 南相馬市立原町第二小学校
- 南相馬市立原町第三小学校
- 南相馬市立高平小学校
- 南相馬市立大甕小学校
- 南相馬市立太田小学校
- 南相馬市立石神第一小学校
- 南相馬市立石神第二小学校
- 南相馬市立鹿島小学校
- 南相馬市立八沢小学校
- 南相馬市立上真野小学校
- 南相馬市立小高小学校

### 特別支援学校
県立
- 相馬支援学校

## 交通

原ノ町駅

隣接する主要都市への移動手段は、南北へいわき市や相馬市に国道6号や常磐線が通じており、常磐自動車道は2015年3月1日に全線開通となった。西へは福島県中通りへの唯一の公共交通として県庁所在地の福島市まで路線バスが整備されており、2010年代末までに開通予定である東北中央自動車道を経由するルートが開かれる。

### 鉄道
東日本旅客鉄道（JR東日本）
- 常磐線
  - 桃内駅 - 小高駅 - 磐城太田駅 - 原ノ町駅 - 鹿島駅

- 中心となる駅：原ノ町駅
  - 広範囲な連絡：原ノ町駅より特急「ひたち」が利用可能。
    - 2020年3月14日、常磐線全線復旧に伴い乗り換え不要で再びいわき駅・水戸駅・上野駅方面のアクセスが可能になり、上野東京ラインを経由して東京駅･品川駅のアクセスも可能になった[56]。

### 路線バス・高速バス
現行路線
- 福島交通 - 原町区・鹿島区内、および相馬市と原町区・鹿島区を結ぶ路線など。
- 東北アクセス - 東京駅（バスターミナル東京八重洲）[57]、福島市および仙台市と南相馬市を結ぶ高速バス路線[58]。

休廃止路線
- 新常磐交通 - 原発事故の影響により運休中。
- 桜交通 - さくら高速バス。常磐自動車道を通り東京都と相馬市を結ぶ高速バス路線。南相馬市を経由して相馬まで運行していた。常磐線全線運転再開に伴い廃止された。

### 道路
高速道路
- E6 常磐自動車道
  - 南相馬IC
  - 南相馬鹿島SA/スマートIC

国道
- 国道6号
  - 北方面 - 相馬・新地・山元・亘理・岩沼・仙台
  - 南方面 - 浪江・双葉・いわき・北茨城・高萩・日立・ひたちなか・水戸・石岡・土浦・東京
- 国道114号

福島県道
- 福島県道12号原町川俣線
- 福島県道34号相馬浪江線
- 福島県道49号原町浪江線
- 福島県道62号原町二本松線
- 福島県道74号原町海老相馬線

### 道の駅
- 道の駅南相馬

## 観光

### 祭事
- 相馬野馬追

福島県を代表する夏祭りのひとつと見なされる祭事。南相馬市原町区で騎馬武者約500人の行進の後、雲雀ヶ原祭場地にて、古式甲冑競馬と神旗争奪戦が繰り広げられる。古式甲冑競馬と神旗争奪戦は明治時代以降の祭事である。
* 相馬野馬追 野馬懸祭 ：国の重要無形民俗文化財。
- サムライフェスin南相馬[59]: 相馬軍と伊達軍にわかれて模擬合戦が行われる。
- サマーフェスタはらまち: 原町シーサイドパークを中心に、日中は砂の芸術や郷土芸能等催し物が開催され、夜は海に映える花火大会が開催される。屋台村も設置され一日中楽しめる夏の祭典で、子供たちの夏休みも思い出になっている。
- 騎馬武者ロックフェス

### 観光名所、旧跡
鹿島区
- 阿弥陀寺
- 伊勢大御神
- 冠嶺神社（上栃窪）
- 冠嶺神社
- 日吉神社
- 御刀神社
- 宝蔵寺
- 真野古墳群

- 恐竜の足跡化石産出地 : 中生代ジュラ紀後期キンメリッジアン（en。約1億5570万- 約1億5080万年前）に属する地層群であり、体長2m程度の獣脚類と見られる小型恐竜の足跡の生痕化石が、鹿島区小山田から発見されている[60]。

原町区 (南相馬市博物館がある)
- 桜井古墳[注釈 2][61]
- 泉官衙遺跡[注釈 3]
- 雲雀ヶ原[62]
- 嶺神社（南相馬市原町区信田沢）

- 高座神社
- 多珂神社
- 長松寺

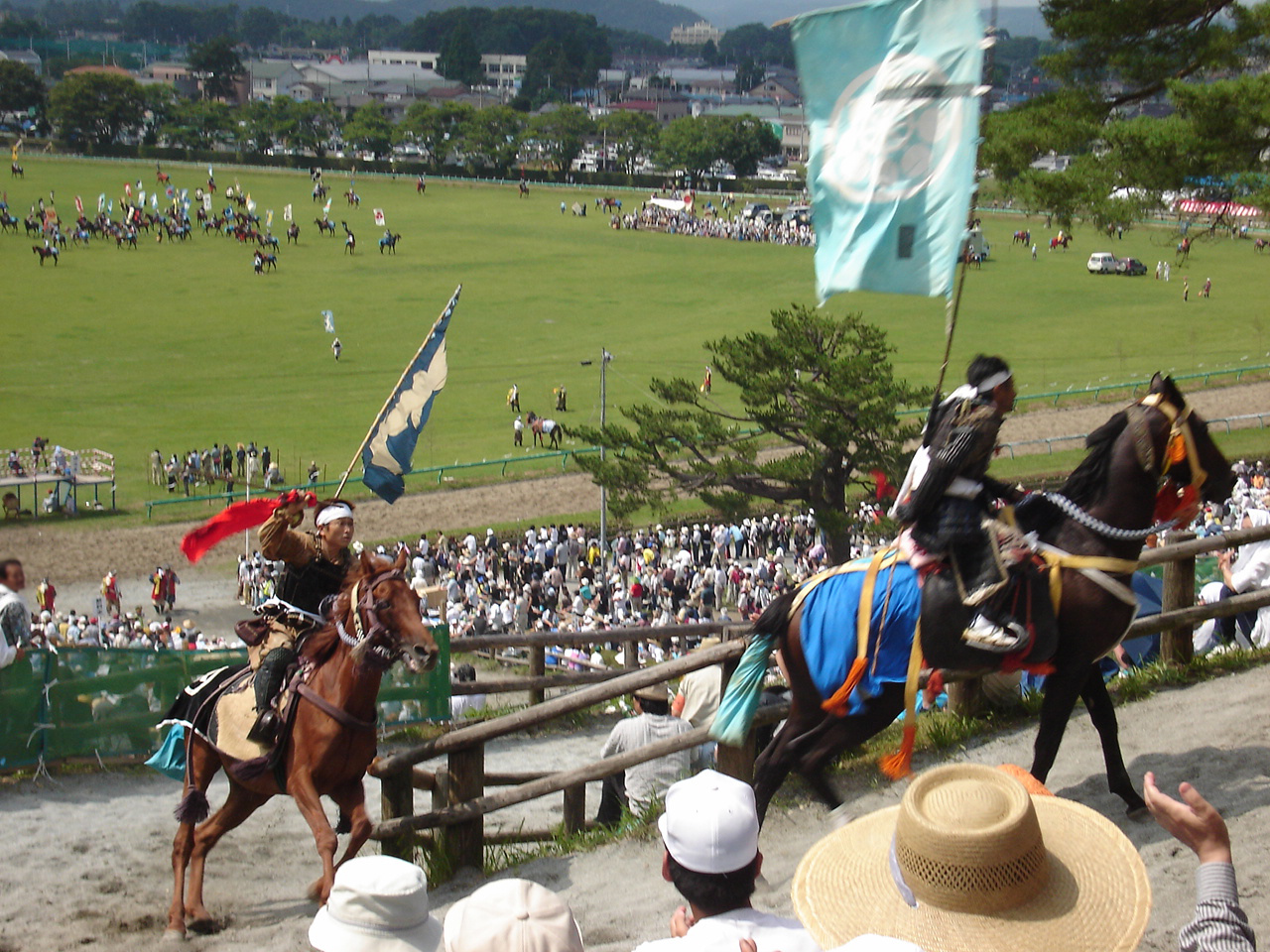
相馬野馬追での神旗争奪戦
神旗を持って羊腸の坂を駆け上がる騎馬武者（2005年7月24日撮影）

- 高倉文殊堂 : 空海によって大同元年（806年）に建立されたと伝えられる文殊堂。磐城国行方郡高倉村（現・南相馬市原町区高倉）。[10][63]

小高区
- 浦尻貝塚[注釈 4]
- 日鷲神社
- 大悲山の石仏[注釈 5]
- 小高城址（小高神社）

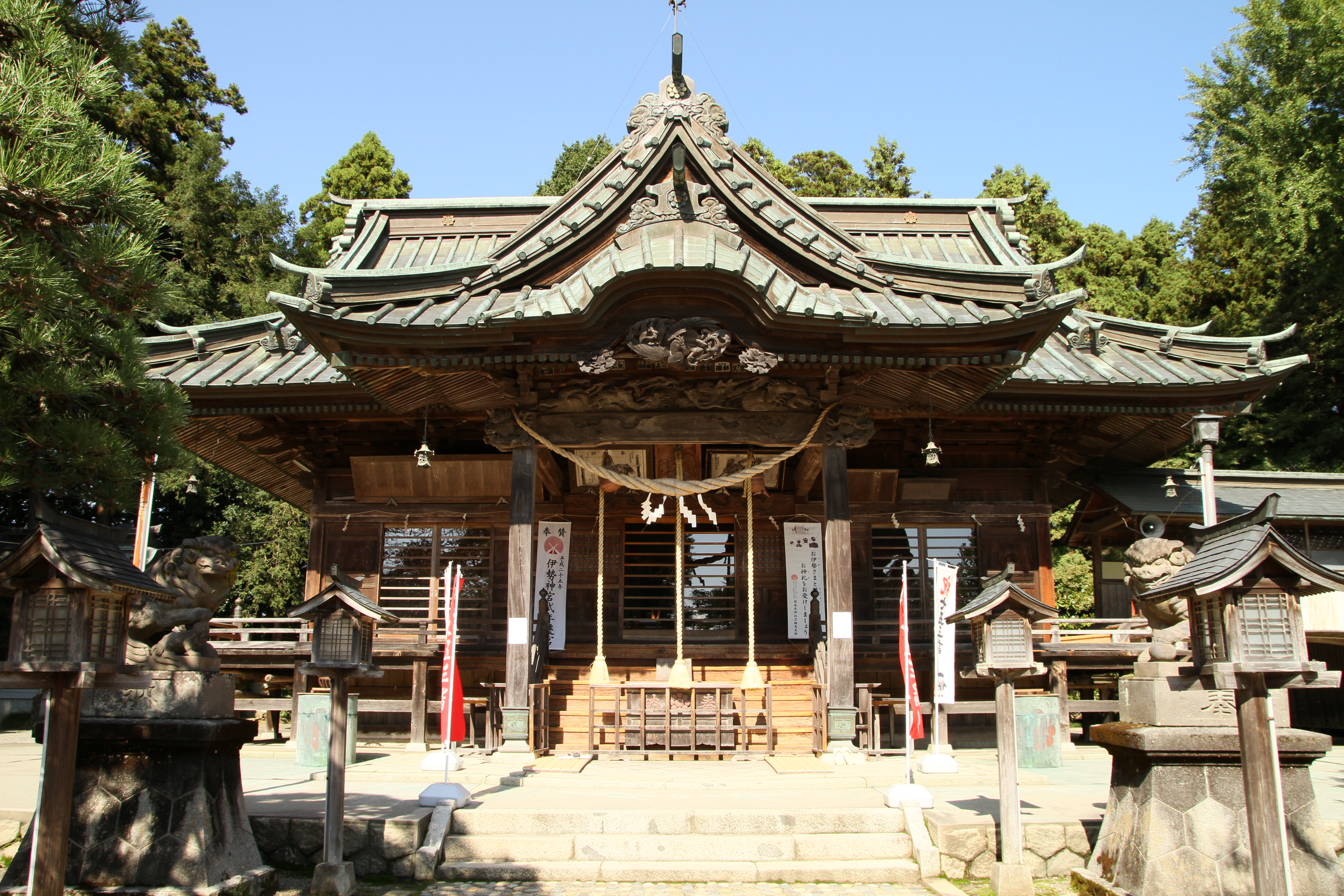
小高神社拝殿

- 大悲山の大スギ：1955年（昭和30年）2月4日、県指定天然記念物[64]。

### 海水浴場
- 北泉海岸

* 北泉海水浴場
* 原町シーサイドパーク
- 右田浜海水浴場
- 塚原海水浴場
- 村上海水浴場

### その他
- 無線塔跡花時計 : 2009年（平成21年）、原町無線塔跡地に設置された花時計。cf. 憶・原町無線塔#周辺情報。
- 憶・原町無線塔[注釈 6]
- 南相馬市博物館 [65]
- サテライトかしま[注釈 7]
- 野馬追通り銘醸館[66]
- 朝日座
- 新田川温泉

### イベント施設
- 南相馬市民文化会館

## 南相馬を舞台とした作品

### 文芸作品
- 『天地静大 山本周五郎全集』（1961年）. NCID BN0329944X
- 『相馬野馬追い殺人事件』、作：皆川博子（1990年）
- 『福島県文学全集』（2001年）[67][68]
  - いなかぶり 作：島尾敏雄、旧小高町が舞台。
  - 祖父 作：志賀直哉、幕末維新期の相馬家を支えた家臣の物語。
  - 無言旅行 作：埴谷雄高
- 『馬たちよ、それでも光は無垢で』、作：古川日出男（2011年）
- 『慶長・元和大津波奥州相馬戦記』、作：近衛龍春（2012年）
- 『鋼の綻び』、作：相場英雄（2012年）
- 『阿武隈共和国独立宣言』、作：村雲司（2012年）ISBN 978-4768456910
- 『光の山』、作：玄侑宗久（2013年）東日本大地震から30年後の物語。
- 『漂流者たち』、作：柴田哲孝（2013年）
- 『真夜中のスーパームーン』（原案：山本寛、作：向井康介、イラスト：近岡直、学習研究社発行、月刊アニメディア2013年8月号 - 2014年7月号）
- 『祈りの証明 3.11の奇跡』、作：森村誠一（2014年）
- 『絆〜走れ奇跡の子馬〜』、作：島田明宏（2017年）
- 『JR上野駅公園口』（2017年）市内在住の芥川賞作家柳美里の作品。全米図書賞受賞。2020-2021年Amazonベストセラー1位。
- 『南相馬メドレー』（2020年）市内在住の芥川賞作家柳美里の作品。

### テレビドラマ
- 絆〜走れ奇跡の子馬〜（2017年、NHK) [注釈 8]
- 浜の朝日の嘘つきどもと（2020年10月30日、福島中央テレビ（福島県限定））[注釈 9]
- 星影のワルツ（2021年、NHK）遠藤憲一、菊池桃子出演

### 映画
- 戦国自衛隊（1979年）[注釈 10]
- 裸のいとこ（2013年）[注釈 11]
- ASAHIZA 人間は、どこへ行く（2013年）
- あいときぼうのまち（2013年）
- MARTH（2018年）[注釈 12]
- 浜の朝日の嘘つきどもと（2021年）

### アニメ
- 真夜中のスーパームーン　―  山本寛監督による「Wake Up, Girls!」シリーズの「東北三部作」の一作。東北三部作には同じ福島県のいわき市が舞台である「薄暮」がある。

## 著名人

### 出身者

#### 政治家
- 相馬利胤 ：武士（陸奥相馬氏当主。相馬中村藩初代藩主）。小高城生まれ。南相馬に居城を置いた最後の陸奥相馬氏当主（※相馬藩庁は相馬中村城）。
- 桜井勝延 ：政治家[注釈 13]。

#### 行政
- 濱野幸一（経産官僚、第53代特許庁長官）[69]

#### 実業家
- 半谷清寿 ：明治から昭和初期の実業家[注釈 14]。
- 和田智行 ：実業家[注釈 15]。

#### 研究
- 鈴木安蔵 ：法学者[注釈 16]。
- 羽根田利夫：アマチュア天文家。
- 森治嗣 : 工学者[注釈 17]。

#### 芸能
- 若松央樹 ：テレビプロデューサー（フジテレビ)。
- 松鶴家千とせ ：漫談家。司会者。
- 星弘泰： ベーシスト[注釈 18]。
- 脇坂真人 ：ミュージカル俳優
- 優希美青 ：女優。[注釈 19]。
- 橘麻紀：女優。

#### 映画
- 亀井文夫 ：映画監督

#### 文学
- 埴谷雄高 ：評論家[注釈 20]。
- 松岡佑子 ：元通訳、翻訳家[注釈 21]。
- 佐柄きょうこ ：漫画家。
- 志賀泉：小説家[注釈 22]。
- 菅野雪虫 : 小説家。[注釈 23]。

#### スポーツ選手
- 平忠彦 ：元オートバイロードレースライダー[注釈 24]。
- 木幡初広 ：元騎手、現調教助手[注釈 25]。
- 西内洋行 ：トライアスロン選手。
- 濱名真央 ：(サッカー選手、松本山雅FC所属)
- 今井正人 ：陸上競技選手[注釈 26]。

#### アナウンサー
- 佐藤ちひろ ：テレビ朝日アナウンサー。

### ゆかりの著名人
- 相馬重胤 ：武士陸奥相馬氏の祖。その子孫は代々（1611年まで）、小高城（在・小高区小高）を始めとする南相馬の城で出生する。

### 在住者

#### 文学
- 柳美里 ：芥川賞作家

#### 研究
- 藤村新一：元考古学研究者[注釈 27]

## 関連事象
- 電話の市外局番は0244で、相馬市および相馬郡町村と同一のエリア（原町MA）である。
- 福島弁